# Лео-Фолькгард фон Віттгенштайн
Барон Лео-Фолькгард фон Віттгенштайн (нім. Leo-Volkhard Freiherr von Wittgenstein; 13 липня 1913, Позен — 22 лютого 1945, Бонн) — німецький офіцер, майор Генштабу вермахту. Кавалер Лицарського хреста Залізного хреста.

## Біографія
Син барона Вільгельма фон Віттгенштайна (1880–1944) і його дружини Анни, уродженої Грізе (1881–1961). Мав 2 старші сестри.
1 квітня 1937 року вступив в 96-й піхотний полк, на початку Другої світової війни призначений ад'ютантом 2-го батальйону (Дойч Кроне). З листопада 1940 року — командир роти 410-го полку 122-ї піхотної дивізії. Відзначився в штурмових боях під час блокади Ленінграда. Пізніше став полковим ад'ютантом, в лютому 1943 року очолив 3-й батальйон. Відзначився під час відступу з Дем'янського котла. Загинув у бою.

## Сім'я
Під час війни одружився з Маргою Кюммерле. В пари народився син Арфед Крістіан (1944–2014).

## Звання
- Лейтенант (1937)
- Оберлейтенант (1941)
- Гауптман (1943)
- Майор Генштабу (1944)

## Нагороди
- Залізний хрест 2-го і 1-го класу
- Штурмовий піхотний знак в сріблі
- Нагрудний знак «За поранення» в чорному
- Німецький хрест в золоті (16 листопада 1941)
- Медаль «За зимову кампанію на Сході 1941/42»
- Лицарський хрест Залізного хреста (6 квітня 1943)
- Дем'янський щит